# 성인규
성인규(1988년 11월 8일 ~ 2013년 2월 22일)는 대한민국의 배우, 가수이다.

## 생애
아역배우로 활동하다 2008년~2009년 그룹 에이스타일의 멤버로 가수활동을 하였다. 2013년 2월 22일 흉선암으로 사망하였다. 향년 24세

## 학력
- 서울고등학교
- 수원대학교 연극영화과

## 연기 활동

### 드라마
- 2000년 SBS 주말극장 《왕룽의 대지》 ... 어린 민호 역(소지섭 아역)
- 2000년 SBS 일일시트콤 《웬만해선 그들을 막을 수 없다》1~5회 ... 노인삼 역
- 2002년 SBS 대하드라마 《야인시대》 ... 어린 왕눈이 역
- 2003년 EBS 단막극 《TV로 보는 원작동화 - 버드내 아이들, 꼬마 독재자》
- 2004년 KBS2 청소년드라마 《성장드라마 반올림》38회 ... 이정훈 역

### 영화
- 1998년 《해가 서쪽에서 뜬다면》 ... 꼬마 역
- 2000년 《공포특공대》 ... 인규 역
- 2002년 《마리이야기》 ... 어린 준호 역(목소리 출연)

## 방송
- 2008년 Mnet 《도전장》